# Elphidium
Elphidium es un género de foraminífero bentónico de la subfamilia Elphidiinae, de la familia Elphidiidae, de la superfamilia Rotalioidea, del suborden Rotaliina y del orden Rotaliida. Su especie tipo es Nautilus macellus var. β. Su rango cronoestratigráfico abarca desde el Ypresiense (Eoceno inferior) hasta la Actualidad.

## Clasificación
Se han descrito numerosas especies de Elphidium. Entre las especies más interesantes o más conocidas destacan:
- Elphidium aculeatum
- Elphidium advenum
- Elphidium carteri
- Elphidium charlottensis
- Elphidium crispum
- Elphidium excavatum
- Elphidium hampdenensis
- Elphidium ingressans
- Elphidium kanoum
- Elphidium macellus
- Elphidium matanginuiense
- Elphidium matauraense
- Elphidium oceanicum
- Elphidium pseudoinflatum
- Elphidium schencki

Un listado completo de las especies descritas en el género Elphidium puede verse en el siguiente anexo.
En Elphidium se han considerado los siguientes subgéneros:
- Elphidium (Elphidiella), aceptado como género Elphidiella
- Elphidium (Parrellina), aceptado como género Parrellina